# India ai Giochi della XI Olimpiade
L'India partecipò ai Giochi della XI Olimpiade, svoltisi a Berlino, Germania, dal 1º al 16 agosto 1936, con una delegazione di 27 atleti impegnati in quattro discipline.

## Medagliere
| Medaglia | Atleta | Sport           | Evento   |
| -------- | --- | --------------- | -------- |
| Oro      | Dhyan Chand Richard Allen Carlyle Tapsell Sayed Muhammad Hussain Baboo Nimal Ernie Goodsir-Cullen Joe Galibardy Shabban Shahab-ud-Din Ali Dara Roop Singh Sayed Jaffar Cyril Michie Peter Paul Fernandes Joe Phillips Gurcharan Singh Grewal Ahsan Muhammad Khan Ahmed Sher Khan Lionel Emmett Mirza Nasir-ud-Din Masood | Hockey su prato | Maschile |